# Persone di nome Enrico/Nobili
| Questa pagina contiene informazioni ricavate automaticamente dalle voci biografiche con l'ausilio del template Bio e di un bot. L'aggiornamento è periodico e automatico e ricostruisce completamente la pagina. Se manca una persona in questa lista, sei pregato di non aggiungerla, ma accertati piuttosto che la sua voce biografica contenga il template Bio e che i dati anagrafici siano correttamente compilati. Se il template Bio manca, inseriscilo tu stesso o, in alternativa, metti l'avviso {{tmp\|Bio}} che ne segnala la mancanza. Se i dati riportati sono sbagliati, correggi direttamente la voce biografica; le modifiche saranno visibili in questa lista entro pochi giorni. Per chiarimenti vedi il progetto antroponimi. La lista contiene solo le 157 persone che sono citate nell'enciclopedia e per le quali è stato implementato correttamente il template Bio. Pagina aggiornata al 6 giu 2025. |

Questa è una lista di persone presenti nell'enciclopedia che hanno il nome Enrico e sono nobili.

## A(3)
- Enrico Maria Alliata di Villafranca, nobile, gastronomo e scrittore italiano (Palermo, n. 1879 - Bagheria, † 1946)
- Enrico Giuseppe di Auersperg, nobile austriaco (Vienna, n. 1697 - Vienna, † 1783)
- Enrico del Monferrato, nobile italiano († 1045)

## B(2)
- Enrico di Borbone-Parma, nobile italiano (Rorschach, n. 1873 - Lucca, † 1939)
- Enrico II di Borbone-Condé, nobile francese (Saint-Jean-d'Angély, n. 1588 - Parigi, † 1646)

## C(3)
- Enrico di Brederode, nobile olandese (Bruxelles, n. 1531 - Recklinghausen, † 1568)
- Enrico Caetani, XII duca di Sermoneta, nobile italiano (Roma, n. 1780 - Roma, † 1850)
- Enrico Cialdini, nobile, generale e diplomatico italiano (Castelvetro di Modena, n. 1811 - Livorno, † 1892)

## D(27)
- Enrico d'Assia, nobile e pittore tedesco (Roma, n. 1927 - Langen, † 1999)
- Enrico Despenser, nobile e vescovo cattolico inglese (North Elmham - North Elmham, † 1406)
- Enrico II Del Carretto, nobile italiano (Savona - Finale Ligure)
- Enrico XXVII di Reuss-Gera, nobile tedesco (Gera, n. 1858 - Schleiz, † 1928)
- Enrico LXVII di Reuss-Gera, nobile tedesco (Schleiz, n. 1789 - Gera, † 1867)
- Enrico Ferdinando d'Asburgo-Lorena, nobile austriaco (Salisburgo, n. 1878 - Salisburgo, † 1969)
- Enrico VI di Gorizia, nobile (n. 1376 - † 1454)
- Enrico d'Orléans, nobile, politico e generale francese (Parigi, n. 1822 - Lo Zucco, † 1897)
- Enrico d'Orléans, nobile e esploratore francese (Ham, n. 1867 - Saigon, † 1901)
- Enrique de Villena, nobile, scrittore e poeta spagnolo (Torralba de Cuenca, n. 1384 - Madrid, † 1434)
- Enrico del Friuli, nobile franco (Strasburgo - Tersatto, † 799)
- Enrico del Vasto, nobile italiano (Piemonte - Sicilia, † 1137)
- Enrico di Battenberg, nobile britannico (Milano, n. 1858 - Sierra Leone, † 1896)
- Enrico di Montpensier, nobile francese (Mézières-en-Brenne, n. 1573 - Parigi, † 1608)
- Enrico di Brunswick-Lüneburg, nobile tedesco (n. 1468 - Wienhausen, † 1532)
- Enrico Alberto di Cossé-Brissac, nobile francese (castello di Brissac, n. 1645 - castello di Brissac, † 1698)
- Enrico di Joyeuse, nobile francese (Parigi, n. 1563 - Rivoli, † 1608)
- Enrico di Mayenne, nobile francese (Digione, n. 1578 - Montauban, † 1621)
- Enrico II di Münsterberg-Oels, nobile boemo (Oleśnica, n. 1507 - Bierutów, † 1548)
- Enrico di Nassau-Dillenburg, nobile tedesco (Dillenburg, n. 1641 - Dillenburg, † 1701)
- Enrico I di Orléans-Longueville, nobile francese (n. 1568 - Amiens, † 1595)
- Enrico II di Savoia-Nemours, nobile e arcivescovo cattolico francese (Parigi, n. 1625 - Parigi, † 1659)
- Enrico I di Savoia-Nemours, nobile francese (Parigi, n. 1572 - Parigi, † 1632)
- Enrico II di Sparvaria, nobile italiano
- Enrico Ernesto II di Stolberg-Wernigerode, nobile tedesco (Wernigerode, n. 1716 - Halberstadt, † 1778)
- Enrico IX di Waldeck, nobile tedesco (n. 1531 - † 1577)
- Enrico VIII di Waldeck, nobile tedesco (n. 1465 - † 1513)

## E(91)
- Enrico III da Egna, nobile italiano (n. 1215 - Verona, † 1247)
- Enrico di Carinzia e Tirolo, nobile italiano (Castel Tirolo, † 1335)
- Enrico di Borgogna, nobile
- Enrico II di Baviera, nobile tedesco (n. 951 - Gandersheim, † 995)
- Enrico III, conte di Sayn, nobile tedesco († 1246)
- Enrico di Borgogna, nobile (Digione - Astorga, † 1112)
- Enrico I di Lotaringia, nobile tedesco (n. 1000 - † 1060)
- Enrico I di Babenberg, nobile tedesco († 1018)
- Enrico II di Babenberg, nobile tedesco (n. 1107 - Vienna, † 1177)
- Enrico IV di Brunswick-Lüneburg, nobile tedesco (n. 1463 - Leerort, † 1514)
- Enrico IV di Sassonia, nobile tedesco (Dresda, n. 1473 - Dresda, † 1541)
- Enrico il Gioioso, nobile austriaco (n. 1299 - † 1327)
- Enrico di Brunswick-Lüneburg, nobile († 1416)
- Enrico II il Pio, nobile polacco (Legnica, † 1241)
- Enrico di Anhalt-Köthen, nobile (Köthen, n. 1778 - Köthen, † 1847)
- Enrico XXXV di Schwarzburg-Sondershausen, nobile (Sondershausen, n. 1689 - Francoforte sul Meno, † 1758)
- Enrico I della Marca Orientale sassone, nobile tedesco (Grimma, n. 1070 - Emden, † 1103)
- Enrico II della Marca Orientale sassone, nobile tedesco (n. 1103 - † 1123)
- Enrico III di Meißen, nobile tedesco (Meißen, n. 1215 - Dresda, † 1288)
- Enrico X di Baviera, nobile tedesco (n. 1108 - Quedlinburg, † 1139)
- Enrico di Scozia, nobile scozzese (n. 1114 - † 1152)
- Enrico di Sassonia-Weissenfels-Barby, nobile tedesco (Halle, n. 1657 - Barby, † 1728)
- Enrico VIII il Coraggioso, nobile polacco († 1399)
- Enrico IV il Fedele, nobile polacco (Żagań, † 1342)
- Enrico II di Rodez, nobile francese († 1304)
- Enrico de Lacy, III conte di Lincoln, nobile francese (n. 1249 - † 1311)
- Enrico di Badewide, nobile tedesco
- Enrico d'Elbeuf, nobile francese (Parigi, n. 1661 - Elbeuf, † 1748)
- Enrico di Lorena, conte di Brionne, nobile francese (n. 1661 - Versailles, † 1713)
- Enrico II di Gorizia, nobile italiano (n. 1266 - † 1323)
- Enrico d'Asburgo-Lorena, nobile (Milano, n. 1828 - Vienna, † 1891)
- Enrico I d'Assia, nobile tedesco (n. 1244 - Marburgo, † 1308)
- Enrico di Monte Sant'Angelo, nobile normanno († 1102)
- Enrico II di Meclemburgo, nobile tedesco († 1329)
- Enrico III di Baviera, nobile tedesco (n. 940 - † 989)
- Enrico di Penthièvre, nobile francese
- Enrico I d'Avaugour, nobile francese (n. 1205 - † 1281)
- Enrico di Nassau-Siegen, nobile tedesco (Siegen, n. 1611 - Hulst, † 1652)
- Enrico II di Limburgo, nobile (Roma, † 1167)
- Enrico IV di Limburgo, nobile († 1247)
- Enrico Volrado di Waldeck, nobile tedesco (Culemborg, n. 1642 - Graz, † 1664)
- Enrico di Spira, nobile tedesco
- Enrico I di Tirolo, nobile († 1190)
- Enrico I di Lovanio, nobile fiammingo (Bruxelles, † 1038)
- Enrico II di Lovanio, nobile fiammingo († 1079)
- Enrico III di Lovanio, nobile fiammingo (Tournai, † 1095)
- Enrico IX l'Anziano, nobile polacco (Krosno Odrzańskie, † 1467)
- Enrico X di Slesia, nobile polacco (n. 1388 - Flensburgo, † 1423)
- Enrico II di Bar, nobile francese († 1239)
- Enrico IV di Bar, nobile francese (Parigi, † 1344)
- Enrico III di Slesia, nobile polacco († 1266)
- Enrico V di Slesia, nobile polacco († 1296)
- Enrico III di Głogów, nobile polacco († 1309)
- Enrico I di Anhalt, nobile tedesco (n. 1170 - † 1252)
- Enrico V di Carinzia, nobile tedesco († 1122)
- Enrico VII di Carinzia, nobile tedesco (Tagliamento, † 1161)
- Enrico di Groitzsch, nobile tedesco (Magonza, † 1135)
- Enrico di Brandeburgo, nobile tedesco (Mieszkowice, † 1320)
- Enrico II d'Istria, nobile italiano (Slovenj Gradec, † 1228)
- Enrico di Schweinfurt, nobile tedesco (n. 950 - † 1017)
- Enrico dell'Alto Rheingau, nobile tedesco (n. 740 - Lüne, † 795)
- Enrico I di Mödling, nobile austriaco (n. 1158 - † 1223)
- Enrico I di Stade, nobile tedesco († 976)
- Enrico II di Stade, nobile tedesco († 1016)
- Enrico I della marca del Nord, nobile tedesco († 1087)
- Enrico II della marca del Nord, nobile tedesco (n. 1102 - † 1128)
- Enrico di Walbeck, nobile tedesco († 1004)
- Enrico di Kalden, nobile tedesco
- Enrico I di Münsterberg-Oels, nobile ceco (n. 1448 - Kłodzko, † 1498)
- Enrico Raspe I di Turingia, nobile tedesco († 1130)
- Enrico Raspe II, nobile tedesco
- Enrico Raspe III, nobile tedesco (n. 1155 - † 1180)
- Enrico di Frisia, nobile tedesco († 1101)
- Enrico I di Zutphen, nobile olandese († 1033)
- Enrico II di Laach, nobile tedesco (Castello di Laach, † 1095)
- Enrico I di Brunswick-Lüneburg, nobile tedesco (n. 1267 - Heldenburg, † 1322)
- Enrico I di Tubinga, nobile tedesco († 1103)
- Enrico II di Brunswick-Grubenhagen, nobile tedesco (Einbeck, † 1351)
- Enrico Pio di Borbone, nobile spagnolo (Tolosa, n. 1848 - Mar Rosso, † 1894)
- Enrico di Sandomierz, nobile polacco (n. 1131 - † 1166)
- Enrico VI il Buono, nobile polacco (n. 1294 - † 1335)
- Enrico di Berg, nobile tedesco
- Enrico III di Kuenring, nobile austriaco
- Enrico IV di Kuenring-Weitra, nobile austriaco († 1293)
- Enrico I del Carretto, nobile italiano († 1185)
- Enrico II di Namur, nobile francese (n. 1212 - † 1229)
- Enrico IX di Baviera, nobile tedesco (n. 1075 - Ravensburg, † 1126)
- Enrico XIV di Baviera, nobile tedesco (Landshut, n. 1305 - Landshut, † 1339)
- Enrico XV di Baviera, nobile tedesco (n. 1312 - Natternberg, † 1333)
- Enrico IV di Brabante, nobile (Lovanio - Lovanio)
- Enrico di Franconia, nobile franco (Parigi, † 886)

## H(1)
- Enrico Federico di Hannover, nobile (Leicester House, n. 1745 - Leicester House, † 1790)

## L(1)
- Enrico V di Baviera, nobile franco († 1026)

## M(4)
- Enrico Manzoni, nobile e imprenditore italiano (Brusuglio, n. 1819 - Roma, † 1881)
- Enrico di Montfort, nobile inglese (n. 1238 - Evesham, † 1265)
- Enrico I di Montmorency, nobile e militare francese (Chantilly, n. 1534 - La-Granges-des-pres, † 1614)
- Enrico Morozzo Della Rocca, nobile, generale e politico italiano (Torino, n. 1807 - Luserna San Giovanni, † 1897)

## N(5)
- Enrico Casimiro II di Nassau-Dietz, nobile (L'Aia, n. 1657 - Leeuwarden, † 1696)
- Enrico Nassau d'Auverquerque, I conte di Grantham, nobile (L'Aia, n. 1673 - Londra, † 1754)
- Enrico II di Nassau, nobile tedesco
- Enrico III di Nassau-Breda, nobile (Siegen, n. 1483 - Breda, † 1538)
- Enrico I di Nassau-Siegen, nobile tedesco († 1343)

## O(1)
- Enrico II di Orléans-Longueville, nobile (n. 1595 - † 1663)

## P(3)
- Enrico Pandone, nobile e condottiero italiano (Napoli - Napoli, † 1528)
- Enrico Pirajno, nobile e politico italiano (Cefalù, n. 1809 - Cefalù, † 1864)
- Enrico Plantageneto, III conte di Lancaster, nobile britannico (Kenilworth, † 1345)

## R(6)
- Enrico XLV di Reuss-Gera, nobile (Saalburg-Ebersdorf, n. 1895)
- Enrico XIV di Reuss-Gera, nobile tedesco (Coburgo, n. 1832 - Schleiz, † 1913)
- Enrico Raspe, nobile tedesco (Wartburg, † 1247)
- Enrico XV di Reuss zu Plauen, nobile (Castello di Greiz, n. 1751 - Castello di Greiz, † 1825)
- Enrico I di Rohan, nobile francese (n. 1535 - † 1575)
- Enrico III Rosso, nobile, politico e militare italiano († 1421)

## S(2)
- Enrico di Stolberg-Wernigerode, nobile tedesco (Wernigerode, n. 1772 - Wernigerode, † 1854)
- Enrico Stuart, nobile britannico (Surrey, n. 1640 - Whitehall, † 1660)

## V(2)
- Enrico IV Ventimiglia, nobile, politico e militare italiano (Ferrara, † 1493)
- Enrico III Ventimiglia, nobile italiano († 1398)

## W(4)
- Enrico VI di Waldeck, nobile tedesco (Castello di Waldeck, † 1397)
- Enrico VII di Waldeck, nobile tedesco
- Enrico IV di Waldeck, nobile tedesco († 1348)
- Enrico di Württemberg, nobile tedesco (Stoccarda, n. 1448 - Castello di Hohenurach, † 1519)

## X(1)
- Enrico XXXIII di Reuss-Köstritz, nobile tedesco (n. 1879 - † 1942)

## Ś(1)
- Enrico I di Świdnica, nobile († 1346)